# Vallendar
Vallendar – miasto w Niemczech, w kraju związkowym Nadrenia-Palatynat, w powiecie Landkreis Mayen-Koblenz, siedziba gminy związkowej Vallendar.